# スターフォース
『スターフォース』 (STAR FORCE) は、1984年にテーカンから稼働されたアーケード用縦スクロールシューティング。北米向けに稼働されたアーケード版のタイトルは、『Mega Force』となっている。
自機「ファイナルスター」を操り、舞台となる宇宙空間で敵の空中物・地上物を破壊していくことがゲームの目的。前年にナムコから稼働され大ヒットしたアーケードゲーム『ゼビウス』（1983年）とは異なり、対空、対地攻撃の区別がなく同一のショットで攻撃できる事（逆に空中物を攻撃したいのに地上物が邪魔になる、またその逆のデメリットも生む）を特徴としている。
開発はテーカンが行い、音楽は後に『ボンジャック』（1984年）などを手掛けた増子司が担当している。
1985年に、SG-1000、ハドソンによってファミリーコンピュータ、MSXに移植された他、1993年にはX68000に移植された。高橋名人や全国キャラバンなどの知名度により、多くのファンには「ハドソンのゲーム」と認知されているが、ハドソンはあくまで移植して販売しただけであり、上記のように元はテーカン(テクモ)によるゲームである。
2003年には携帯電話ゲームとして配信された他、ファミリーコンピュータ版はスーパーファミコン用ソフト『キャラバンシューティングコレクション』（1995年）やゲームボーイアドバンス用ソフト『ハドソンベストコレクションVol.5 シューティングコレクション』（2006年）に収録された。
アーケード版はPlayStation 2用ソフト『テクモヒットパレード』（2004年）やXbox用ソフト『テクモクラシックアーケード』（2005年）に収録された他、2009年にWii用ソフトとしてバーチャルコンソールアーケードにて、2015年にPlayStation 4用ソフトとしてアーケードアーカイブスにて、2018年にNintendo Switch用ソフトとしてアーケードアーカイブスにて配信された。

## ゲーム内容

### ストーリー
各銀河系を移動しながら破壊と殺戮を繰り返していた浮遊大陸は、各星系のヒューマノイドたちからゴーデスと呼ばれて恐れられていた。24のエリアからなる浮遊大陸は今また、とある星系へと迫っていた。そこから宇宙戦闘機ファイナルスターが発進して、ゴーデスの迎撃に向かった。ゴーデスの侵略を止めるには、各エリアを制御する通称ターゲットを破壊せねばならない。

### システム
- 8方向レバーで自機の移動、ボタンでショットを発射する[注 2]。
- 敵弾の被弾や、飛来する敵から体当たりされた場合、プレイヤーは自機を1機失う。自機のストックを全て失うとゲームオーバーとなる。

### パワーアップ
- ゲーム中に特定のタイミングで敵の球状輸送機「カルデロン」が出現する。この中には友軍機「パーサー」が捕らえられており、カルデロンを破壊するとパーサーを開放することができる。
- 解放されたパーサーに接触すると、自機とパーサーが合体する。合体中はショットの弾速が向上し、ボタンを押し続けるだけで中程度の連射が可能になる。さらに上下方向の移動速度が合体前の1.5倍に向上する。また、ショット発射音やBGMが軽快なものに変わる。
- 合体中は機体後部が縦方向に長くなるが、当たり判定は合体前と変化しない。
- 既に自機がパーサーと合体している場合、カルデロンは出現しない。
- カルデロンを撃ち逃した場合やパーサーと合体し損ねた際は、その直後にもう一度だけカルデロンが出現する。

### エクステンド
- 標準設定でスコアを 50,000点・200,000点・500,000点 獲得したときにそれぞれ残機が1機ずつ増える（エクステンド）。スコアでのエクステンド以外にも、「?」マークが描かれた地上物「マジッカ」によるエクステンドが存在する（後述）。

### エリアとエリアターゲット
- 本作ではアルファからオメガまでのギリシア文字で記された「エリア」によってゲームが区切られている。
- 出現する地上物・空中物を合わせて一定数撃破すると、BGMの変化とともにその場で地形が一旦中断し、その先に「エリアターゲット」（事実上のボスキャラクター）を発進させるための基地が出現する。このためエリアの長さは一定ではなく、地形はエリア数とは無関係に進行する。
- エリアターゲットを破壊すると、プレイヤーはそのエリアをクリアしたことになり、エリアクリアのメッセージとボーナスターゲットのスコア集計が表示された後、次のエリアへと進むことができる。一方、エリアターゲットを破壊できずに画面外へ逃してしまうと、エリアクリア失敗となり、同じエリアターゲットの出現まで再度、一定量の敵を撃破しなければならない。
- エリアターゲットは通常のキャラの二倍の大きさの大型キャラで、基地の両側には破壊不可能な砲台が設置されている。本体にはそのエリアのギリシア文字が記され、それぞれアルファターゲット、ベータターゲット…と呼ばれる。オメガターゲットの次はインフィニティ（∞）となり、以降変化しない。
- エリアターゲットは出現した後、画面左右に大きく揺れながら下方向へ移動する。この間に本体へショットを8発打ち込めば破壊できる。最初に左右どちらに動くかは、スコアの100の位で判別できる。奇数のときは左、偶数ならば右に動く。
- 左右の砲台が撃つ弾の量はエリア数にあわせて増加し、ターゲット破壊の難度が上がっていく。
- 現在のエリアは画面右下に表示されている。エリアをクリアするたびにALPHA-AREA 1、BETA-AREA 2というようにエリア表記が変わりながら数字が上がっていき、OMEGA-AREA 24の次は INFINITY-AREA 25となる。INFINITY-AREA 25以降は表記は変化せず、数字だけが上がっていく。ただし、INFINITY-AREA 89で数字表記は止まり、INFINITY-AREA 90以降はINFINITY-AREA89のまま表記は変化せず、地上要塞ビッゴ/ビゴーラの色もグレーのみとなり、変化しない。

## 設定

### 隠し要素
本作には、『ゼビウス』を超える様々な隠れキャラクターや、特定の攻略方法で得られるボーナス得点が用意されている。これら隠し要素の数々は、ゲームプレイヤーに「プレイヤー間で獲得スコアを競い合う楽しさ」と「隠し要素を捜索する楽しさ」と「ボーナスを獲得するための技術を磨く楽しさ」を複合的にアピールした。

### 隠れキャラクター「ヒドン」
- 浮遊大陸上には、当初は地中に埋まっていて視認することができないが、ショットが当たると姿を現す特殊な地上物「ヒドン」が隠されている場所が点在する。出現する場所は決まっているので、場所を覚えれば容易に出せるようになる。
- ヒドンはショットを1発当てると徐々に姿を現す。完全に出現させた後でないと破壊できない。破壊すれば、1つにつき2,000点を獲得する。姿を現す速度は常に一定であり、一発ショットを当て、完全に出現した後もう一発当てればその2発で破壊可能であるし、完全に出現する前は何発撃っても壊せない。出現中の攻撃はエリアターゲットの出現条件には加算される。

### ボーナス得点

#### ラリオス
- ゲーム中、一定の間隔（敵出現パターン）で中ボス的なキャラクターとして、合体浮遊要塞「ラリオス」が登場する。
- ラリオスの出現前にはBGMが変わる。まず核（コア）が前方から現われ、画面上で静止後に一瞬光る。その後、前後左右からパーツが飛来して核に合体、さらに斜め四方からのパーツも合体し、ラリオス完成体となる。
- アーケード版では画面上から下がりながら自機と左右の位置のみ合わせてくるが、FC版ではオブセスやスプリッタと同様に追尾してくる。
- ラリオスはショットを8発撃つことで破壊できる。合体後の完成体を破壊した場合は1,000点しか獲得できないが、核が光ってから合体を完了するまでに、核に8発撃ち込んで破壊すると50,000点のボーナスが入る。
  - コアが光る前に攻撃した場合、ショットを撃ち込んだ数だけラリオスの耐久力が増す。例えば光る前に4発撃った場合、破壊には12発必要になる。
  - アーケード版では合体前に倒すことで、その後の敵キャラクターの難度を下げる効果がある。

#### ジムダ・ステギ
地上物「ジムダ」が画面中央で2列、延々と長く連なって登場する場所が全マップ上に2箇所存在し、これを「ジムダ・ステギ（zmuda_stegui）」と呼ぶ。ここではジムダが自機のショットを吸い込んでしまうため必然的にゲームの難易度が高くなるが、ジムダ・ステギのどちらか片方の列を15個連続で破壊すると80,000点のボーナスが得られる。このボーナスには制限がなく、ジムダ・ステギが続く限り繰り返し獲得可能。ジムダ・ステギのボーナスはエリアターゲットが間に入っても継続されるので、敵の攻撃が止むエリアターゲットをうまく呼び込むのが成功の秘訣となる。

#### ボーナスターゲット
エリアターゲットの破壊（エリアクリア）時には毎回ボーナス得点が加算される。これは、そのエリア間でマップ上に点在していた「B」「b」2種の「ボーナスターゲット」を撃ち漏らした数によって決まる「減点制」という、他のシューティングゲームでは例を見ない特殊なボーナス得点制度である。エリア内の全てのターゲットを破壊すると10,000点、1個撃ち漏らすと5,000点となり、以降1個撃ち漏らすごとに3,000点、2,000点、1,000点と減点され、5個以上撃ち漏らすとボーナスはなくなる（エリアクリア画面では撃ち漏らした数が表示される）。「B」と「b」は独立して計算される。また、ターゲット自体にも500点の点数がある。

### 本作最大の謎「100万点ボーナス」
マップの最深部には、浮遊大陸上に象形文字（ヒエログリフ）が書かれた地上絵が出現する。これは、このゲーム最大の謎である「クレオパトラ」が隠されている場所を示すものである。クレオパトラの発見および破壊に成功すると、一時的に敵の出現が止まり、ボーナス獲得メッセージと共に専用のファンファーレが鳴り、100万点という破格のボーナスが獲得できる。ただし、クレオパトラ破壊による100万点ボーナスは別計算になっているようで、これでエクステンドスコアを越えたとしても自機の残機が増えることはない。この謎についてはリリース初期の頃から、攻略用小冊子などで「ゴーデス大陸の謎」として紹介されていた。なお、このクレオパトラを「ゴーデス」と呼称する例が多々あるが、ゴーデスは浮遊大陸の名称であるため、誤った呼び方である。
ヒエログリフの意味は「太陽の輝きは魚が見つめる黒い大地に現れる－クレオパトラ」である。実際にクレオパトラが隠されている場所も黒い大地（砂漠地帯のくぼみ）の近くで、シーラカンスの化石の視線の先である。

## 敵キャラクター
- 編隊または単独で現れ、自機に対し攻撃を行う敵をまとめて空中物と呼ぶ。出現順序が全て決まっているので、これを覚えると攻略がしやすくなり、特定の敵を利用した得点稼ぎ（スコアアタック）も可能になる。ゲームが進むにつれ、数種の敵が同時出現して複合攻撃を仕掛けてきたり、編隊の組み方や弾の撃ち方に変化がある。
- この解説での敵機数は基本的な数であり、場合によってはより多くの敵が出現することもある。

### 空中物
ガリ
戦闘迎撃機。ゲーム開始後、最初に現れる。編隊が画面を左右に蛇行する。
ティッタ
高速戦闘艇。高速で直進し、自機の真横に来ると一旦画面最上部に高速で移動し、再度直進してくる。
エトリ
旧型無人戦闘機。画面中を進行方向に対して垂直方向に方向転換しながら降下し、その際一瞬止まる。
ゾフ
戦闘爆撃機。画面中央部で木の葉が落ちる様な軌道で蛇行する。中盤以降では発射する弾が多いため難敵。SG版では登場せず。
フェラー
ロック型重爆撃機。登場キャラでは最多の編隊で出現。上から下に直進するのみで最も単純な動きだが、多量の弾を発射し、なおかつ高速（場合によっては非常な低速）で突進してくるため手強い。
メーウス
超磁力式駆逐艦。直進し、自機の真横に来ると自機めがけて水平方向へ方向転換する。後半では他の敵との複合攻撃が多くなる。
カルデロン
捕虜護送艦。1機のみ出現。ガリと同じ動き方。自機がパーサーと合体していない場合に限りラリオス出現後に出現。
オブセス
自動追尾式宇宙機雷。上部から自機を追尾しつつ正面に殺到。撃破すると小型機雷（破壊不可能で自機のショットを止める）を斜め下に4個ばら撒く。破壊せずに一定時間経過すると速度を増して追ってくるが、FC版では一定以上の速度にならないので、わざと破壊せず逃げ続けることで先の地形に進むことが可能である（基本的に、空中物を破壊しなければ次の空中物は出現しないため）。
リーバ
光子力戦闘機。楕円を描くように一定速度で画面内を旋廻する。
ロペ
新型無人戦闘機。自機の逆サイドからゆらゆらと降下。画面下部に来ると横切ってくる。
キリ
重爆撃機。フェラーの改良型。直進後、自機に向かって特攻してくる。AC版ではガイラの艦載機としても登場。SG版では登場せず。
ジラード
浮遊機雷。ガリと同じ動きで飛来。撃破には8発撃ち込む必要があり、撃破すると画面内の他の敵機も誘爆する。
スプリッタ
硬度反射板機雷。出現時は1機のみだが、撃たれる度に分裂し、完全撃破には15発必要。オブセスと同じく自機を追尾してくるが、AC版では時間と共に加速してくる。FC版ではオブセスと同じく一定以上の速度にはならず、破壊せずに進むことが可能。SG版では登場せず。
ガドーハ
無人偵察機。画面中心部に一列に集結し弾幕を張り、画面上方へ高速で離脱していく。
ネイラ
新式戦闘機。自機の逆サイドから画面下部を斜めに横切る編隊を組み攻撃してくる。自機が画面左上または右上側にいると画面右下または左下側から出現する。
アマラ
高速爆撃機。高速で自機に向かって殺到した後離脱していく。SG版では登場せず。
パタータ
新型重爆撃機。画面中段で停止した後、機体を分割して砲門を開き、自機に向け弾を連射する。攻撃前は200点だが攻撃開始後は500点。
トッパー
バリア戦闘機。小刻みに振れながら出現。撃破には4発必要で、撃たれる度に小さくなり、動きも大きく高速になる。必ずオブセスと一緒に出現する。SG版では登場せず。
スルタン
磁力戦闘機。ゾフの改良型。画面左右の端から端までジグザグに直進しながら降下する。SG版では登場せず。
スーパー・ソニック
小型磁力兵器。自機めがけて超高速で降下してくる。
ガイラ
大型宇宙空母。浮遊大陸の深部で出現。画面下から高速で蛇行。エリアターゲットと同じ大型キャラだがショット1発で撃破できる。通常弾の代わりに艦載機であるキリを射出して攻撃してくる。FC版では出現数が2隻で、普通の弾で攻撃。SG版では登場せず。

### 地上物
- 浮遊大陸及び宇宙ステーションに固定され破壊出来る敵施設を、まとめて地上物と呼ぶ。
- すべての地上物は一切の攻撃をせず、自機が真上に重なっても衝突判定がない。ショット1発では破壊出来ないものや自機の弾を相殺するものもあるため、出現する地上物の種類によっては、空中戦の有利不利を大きく左右する。

ビッゴ
小型地上要塞。
ビゴーラ
大型地上要塞。
ビッゴ、ビゴーラ共にエリア毎に外見が変化し、各エリアごと2種類のデザインが存在する。エリアによっては、ビゴーラは不気味な人面を模したデザインとなる。FC版においては各エリア一種類のデザインとなった。
ジムダ
「⇔」のような模様のエネルギーステーション。撃破には4発必要。浮遊大陸の特定の場所にジムダが延々と並ぶ「ジムダ・ステギ」が存在する。
マジッカ
「?」の描かれたパネル。ショットを4発当てるとパネルが裏返り、「ケラ」（笑顔）もしくはプン（舌を出した顔）が現れる。ケラが出ると残機が1機増える。
ボーナスターゲット
金色のパネル。「B」と「b」の2種類が存在。

## 移植版
| No. | タイトル                                                   | 発売日                                      | 対応機種                                | 開発元       | 発売元                          | メディア                                        | 型式          | 備考                           |
| --- | ---------------------------------------------------------- | ------------------------------------------- | --------------------------------------- | ------------ | ------------------------------- | ----------------------------------------------- | ------------- | ------------------------------ |
| 1   | スターフォース                                             | 1985年5月                                   | SG-1000                                 | セガ         | セガ                            | ロムカセット マイカード                         | G-1043 C-43   | -                              |
| 2   | スターフォース                                             | 1985年6月25日 1987年                        | ファミリーコンピュータ                  | ハドソン     | ハドソン                        | 128キロビットロムカセット                       | HFC-SF        | -                              |
| 3   | スターフォース                                             | 1985年12月 1985年                           | MSX                                     | ハドソン     | ハドソン                        | BEEカード                                       | BC-M2         | -                              |
| 4   | Star Force                                                 | 1987年6月25日                               | NES                                     | テクモ       | テクモ                          | ロムカセット                                    | NES-FO-USA    | -                              |
| 5   | ビデオゲームアンソロジー vol.3 スターフォース              | 1993年3月26日                               | X68000                                  | 電波新聞社   | マイコンソフト                  | 5インチフロッピーディスク                       | DP-3205025    | -                              |
| 6   | キャラバンシューティングコレクション                       | 1995年7月7日                                | スーパーファミコン                      | ハドソン     | ハドソン                        | 4メガビットロムカセット                         | SHVC-AS8J-JPN | ファミリーコンピュータ版の移植 |
| 7   | Super1500シリーズ スターフォース                           | 2000年5月26日                               | Windows                                 | テクモ       | メディアカイト                  | CD-ROM                                          | -             | アーケード版の移植             |
| 8   | スターフォース（完全版）                                   | 2003年11月6日                               | A5306ST、A1304T （EZアプリ）            | テクモ       | テクモ                          | ダウンロード （テクモのゲーム）                 | -             | アーケード版の移植             |
| 9   | テクモヒットパレード                                       | 2004年11月25日                              | PlayStation 2                           | テクモ       | テクモ                          | CD-ROM                                          | SLPS-20401    | アーケード版の移植             |
| 10  | テクモクラシックアーケード                                 | 2005年9月14日 2005年10月21日 2005年10月27日 | Xbox                                    | テクモ       | テクモ Microsoft Studios テクモ | CD-ROM                                          | C6E-00001     | アーケード版の移植             |
| 11  | ハドソンベストコレクションVol.5 シューティングコレクション | 2006年1月19日                               | ゲームボーイアドバンス                  | ハドソン     | ハドソン                        | ロムカセット                                    | AGB-B75J-JPN  | ファミリーコンピュータ版の移植 |
| 12  | スターフォース                                             | 2009年3月25日 2009年3月26日                 | Wii                                     | テクモ       | テクモ                          | ダウンロード （バーチャルコンソールアーケード） | -             | アーケード版の移植             |
| 13  | スターフォース                                             | 2015年9月4日                                | PlayStation 4 (PlayStation Network)     | ゲームアーツ | ハムスター                      | ダウンロード （アーケードアーカイブス）         | CUSA-03213    | アーケード版の移植             |
| 14  | スターフォース                                             | 2018年3月1日                                | Nintendo Switch (ニンテンドーeショップ) | ハル研究所   | ハムスター                      | ダウンロード （アーケードアーカイブス）         | -             | アーケード版の移植             |

SG-1000版
ハード性能の制約から32Kで作られ、縦スクロールがBG（8ドット）単位で左右のスクロールが無く、キャラも単色で、敵キャラクターの種類も少ないが、忠実にアーケード版の雰囲気を再現している。エリアターゲット・ステージクリアデモ・隠しボーナスデモ・地上絵などはFC版よりもオリジナルに近くなっている。後にカード型ROMの「マイカード版」も発売された（内容は同じ）。音楽がFC版より1オクターブ高く、ゲーム開始ジングルは和声も異なり（ニ長調主和音のままでヘ長調への転調がない、よってメロディと合わせるとセブンスコードとなる）パーサー取得時のBGMもオクターブと音色が違う。カートリッジ半差しで電源を入れると、スタートと同時に100万点入るなどのバグを発生させることができた。
ファミリーコンピュータ版
ハドソンの第一回全国キャラバンの公式ソフト。ハドソンからは主に本作品とキャラバンに合わせた「ハドソンスティック」が発売された。キャラバン専用の、画面上がジムダばかりのバージョンのカセットが存在する（非売品）。
ハドソンの中本伸一により移植された。
主に以下の点がアーケード版と異なる。
ハードウェア性能の制限から、アーケード版では同時に15の敵機が出現したものが、敵8機、弾が6発となっている他、同時期に発売されたチャンピオンシップ・ロードランナーに32KB・ROMを持っていかれ、当初32KBのROMで予定されたものが、16KBのものに変更され、それに伴い、下記の変更がされている。
- 敵要塞のデザイン種類が16から6へ。エリアターゲットの形状も4種類だけになっている。
- ギリシア文字が表示できなかったため、エリアとエリアターゲットは対応したアルファベットの頭文字（ALPHAならA、BETAならB、GAMMAならGというように、A、B、G、D、E、Z…）で表示される。
- 100万点ボーナス獲得のヒントを、地上絵の代わりに砂地とボーナスターゲット「B」で表現している。
- 一部のSE等の省略。
- ガイラがキリではなく、通常弾を発射してくる。
- ヒドンがショット1発で即出現、その後4発当てると破壊できる。
- エリアターゲット出現時のスコアが100の位が奇数のときは右、偶数ならば左に動く（アーケード版と逆）。
- ボーナスターゲット自体に得点がない。
- ジムダ・ステギのボーナスが連続10個破壊で獲得できる。
- ケラの出現位置が獲得スコアの100の位によって決定されるため、スコア調整によりケラが任意に出せる。難度は高いが、一画面中で複数出すことも可能。
- 複合攻撃などが減少し、敵の撃ってくる弾の量も減ったと共に、自機の連射性能が上がっているため、難易度が大幅に下がっている。
- 2進数の制約により残機128機以上で1ミスするとゲームオーバーとなる（ゼビウス、スーパーマリオブラザーズなどと同じ）。1000万点を目指す場合は注意が必要。

MSX版
ハドソン独自の規格「Beeカード」というカード型のROMによって発売された。MSXのソフトは、性能が近いSG用ゲームを移植されることが多かったが、これはFC版を移植している。
NES版
アーケード版の開発元のテクモが北米向けに移植。アーケード版の海外版は『MEGA FORCE』であったが、NES版は『STAR FORCE』である。ROM容量の増加に伴い、基本仕様はアーケード版により近づけた内容となっている。大まかに以下の点が国内FC版と異なっている。
- 自機と一部の敵グラフィック、タイトル画面が書き換えられている。
- 音楽にアレンジが施されている。また、ゲームオーバー時の音楽が追加されている。
- ボーナス獲得時の効果音やメッセージが再現されている。ただし100万点ボーナス取得時はゲームが一旦中断し、黒一色の背景に数秒間アーケード版と同じメッセージを表示してから元のゲームに戻るように変更されている。
- 敵のアルゴリズム、出現パターンがよりアーケード版を意識したものになっている。
- オメガターゲットの破壊後、インフィニティエリアが始まる前に次回作である『スーパースターフォース』の宣伝画面となる。

X68000版
『ビデオゲームアンソロジー vol.3』として発売。アーケード版の完全移植は当時全くなく、移植度も比較的高かった。基板の電源投入時のクロスハッチと呼ばれる格子表示のテスト画面まで再現されている。
スーパーファミコン版
『キャラバンシューティングコレクション』に収録。FC版をベタ移植。他に『スターソルジャー』、『ヘクター'87』を収録。音源が強化され、爆発音などのSEでBGMがかき消されることなく同時発音が可能となっている。
Windows版
『Super1500シリーズ』のひとつとして発売。アーケード版からの移植。Windows 95/98/Me/2000/XP対応。
携帯アプリ版
自動連射など、携帯電話でのプレイを考慮したアレンジがなされている。グラフィックはアーケード版に忠実なものとなっている。完全版とPARSEC-1〜3まで分割されたものが存在する。
PlayStation 2版
『テクモヒットパレード』に収録。アーケードからの移植。初代『スターフォース』の完全移植をテクモ自社が出すのはこれが初。敵弾の速度など、難易度はアーケードより低く設定されている。
Xbox版
『テクモクラシックアーケード』に収録。PlayStation 2版の『テクモヒットパレード』と収録タイトルは同一。
ゲームボーイアドバンス版
『ハドソンベストコレクションVol.5 シューティングコレクション』に収録。FC版を忠実に移植。ちなみにスーパーファミコンの『キャラバンシューティングコレクション』と収録タイトルは同一。
Wii版
アーケードからの移植。難易度、残機数などの設定が出来る。
PlayStation 4、Nintendo Switch版
アーケードからの移植。5分間で獲得できたスコアを競うキャラバンモードなどを搭載。

## 開発
前年に発売された『SENJYO（センジョウ）』（1983年）は基板の売り上げこそ好調だったものの、人気は芳しくなく、全国のゲームセンターからテーカンに多くの苦情が寄せられた事から、当時の社長より「『SENJYO』と同じ基板を使って単純で爽快感のあるゲームを作れ」との厳命が下り、約半年で制作されたのが本作である。使われた基板の性能、特にスクロール処理能力が当時としては強力だったことや、当時ナムコのシューティングゲーム『ゼビウス』（1983年）がヒットしていたことで、ハード性能を活かした縦画面縦スクロールシューティングゲームとして登場した。
地上、空中の両方を同一武器（ショット）で攻撃することに加え、ショット連射の重要性、不定長なエリア、左右幅のあるスクロール、隠し要素の多様性など『ゼビウス』との明確な差別化が功を奏し、1980年代前半に起こったシューティングゲームブームの一角を担うほどのヒット作品となった。出荷された商品の大半は『SENJYO』の改造用交換ロムであったためテーカンの直接の収入は少なかったが、のちに家庭用テレビゲーム機とパソコン向け移植版のOEMロイヤリティー収入や続編の発売により莫大な利益を生むことになる。

## スタッフ
アーケード版
- 音楽：MATSU（増子司）
- 効果音・ドライバー：CHEABOW（坂本慎一）

ファミリーコンピュータ版
- 編曲、効果音：山岸継司

## 評価
アーケード版
1998年に刊行されたゲーメストムック『ザ・ベストゲーム2』では、本作の特徴として対空と対地が共通弾である事を挙げ、『ゼビウス』（1983年）の影響下にあった同ジャンルの中で画期的であったと称賛した。またプレイ感覚がテンポ良く爽快であったと指摘した他、空中物と地上物の撃ち分けが必要ない点に関して「地上物に照準を合わせなければならないゼビウスタイプのゲームでは味わえない気持ちよさだった」と肯定的に評価した。その他、弾避けに関するゲーム性が優れている事や、グラフィックやサウンド面も優れていると指摘し、「パーサー」を取り付けてパワーアップした際にBGMが切り替わる事に関して「プレイヤーの心理を突いたイキな演出だった」と称賛した。
ファミリーコンピュータ版
『ファミリーコンピュータMagazine』の1991年5月10日号特別付録の「ファミコンロムカセット オールカタログ」では、ゲームシステムは単純であるがゲーム性は非常に高いと称賛した上で、「つい何度でもプレイしてしまう」と評価した。また、自機の攻撃が対空・対地の両方に適用できるため利便性が高いと指摘し、「やはりSTGというのは気軽に遊べてこそ華だと思う」と総括した。

## 続編
スーパースターフォース 時空暦の秘密
- ファミリーコンピュータ：テクモ 1986年11月11日発売

『スターフォース』の頃はまだサードパーティーに参入していなかったテクモが、参入後に自社で出した続編。時間空間の移動や、ショップ内でのアイテムの購入といった、シューティングゲームと謎解きアクションゲーム両方の要素が組み込まれている。そのため『スターフォース』の名を冠してはいるが、敵の形と動きに面影がある程度で、ストーリー的な繋がり以外では本作との関連性は薄い。
ファイナル・スターフォース
- アーケード：テクモ 1992年

ショットとボムを使う、『雷電』系のシューティングゲーム。ショットのパワーアップとボムの数は、時間で自動的に増えていく。タイトルロゴや背景、一部の敵キャラクターに旧作のイメージを感じ取れるが、ゲーム性はかなり違う。シリーズ中唯一この作品のみ二人同時プレイが可能。

## 関連作品
スターソルジャー
- ファミリーコンピュータ：ハドソン 1986年6月13日発売

FC版『スターフォース』の翌年、『スーパースターフォース』という名前で開発中だったが、テクモも同タイトルで製作中（上述）であったため、このタイトルで販売された。第2回キャラバン公式ソフト。
エイトフォース
- アーケード：テクモ 1994年

ゲームの内容的に継承している要素はほぼないが、スターフォースで使われていたパーサー合体時のBGMのアレンジ版が使われているほか、ラリオスを連想させる敵キャラクターやマジッカに似た地上物が登場する。
バーティカルフォース
- バーチャルボーイ：ハドソン 1995年8月12日発売

シューティング技能検定 Shmups skill test 業務用
- アーケード：トライアングル・サービス 2007年

『スターフォース』の空中敵の攻撃パターンを模したミニゲーム、およびラリオスの「コアが光ってからショット撃ち込み」を模したミニゲームを収録。
あれ?DSがサカサですけど。逆シューティング
- ニンテンドーDSi：テクモ 2010年2月3日配信（DSiウェア）

その名の通り逆襲。DS本体を逆さにして敵（帝国軍）を操作し、相手（地球軍）を全滅させる。このゲームは『スターフォース』や、『エイトフォース』、『ファイナルスターフォース』のキャラクターやステージ、音楽が使われている。
マーズ
任天堂に許可なく作られたファミコン互換機である『ファミコング』に内蔵されているシューティングゲームであり、そのシューティングゲームの元ネタがファミコン版『スターフォース』である。